# Tertulliano (nome)
Tertulliano  è un nome proprio di persona italiano maschile.

## Varianti
- Femminili: Tertulliana[3]

### Varianti in altre lingue
- Basco: Tertulen[4]
- Bulgaro: Тертулиан (Tertulian)
- Catalano: Tertul·lià[4]
- Croato: Tertulijan
- Esperanto: Tertuliano
- Francese: Tertullien
- Greco moderno: Τερτυλλιανός (Tertyllianos)
- Inglese: Tertullian
- Latino: Tertullianus[1][2][4]
- Lettone: Tertulliāns
- Lituano: Tertulijonas
- Polacco: Tertulian
- Portoghese: Tertuliano
- Rumeno: Tertulian
- Russo: Тертуллиан (Tertullian)
- Serbo: Тертулијан (Tertulijan)
- Sloveno: Tertulijan
- Spagnolo: Tertuliano[4]
- Ucraino: Тертуліан (Tertulian)

## Origine e diffusione
Deriva dal soprannome e poi tardo nome latino Tertullianus:alcune fonti lo considerano un derivato di Tertius (l'italiano Terzo), tramite il diminutivo Tertullus; altre lo considerano un patronimico di Tertulus, un nome derivante da tertus (la forma arcaica di tersus, "limpido", "terso").
Nome di scarsissima diffusione, è maggiormente attestato in Italia settentrionale, specie nel Veneto, e il suo uso è dovuto, oltre che alla fama dell'apologeta cristiano Tertulliano, anche al culto verso san Tertulliano, che fu vescovo di Bologna nel V secolo.

## Onomastico
L'onomastico si può festeggiare il 27 aprile in memoria di san Tertulliano, vescovo di Bologna.

## Persone

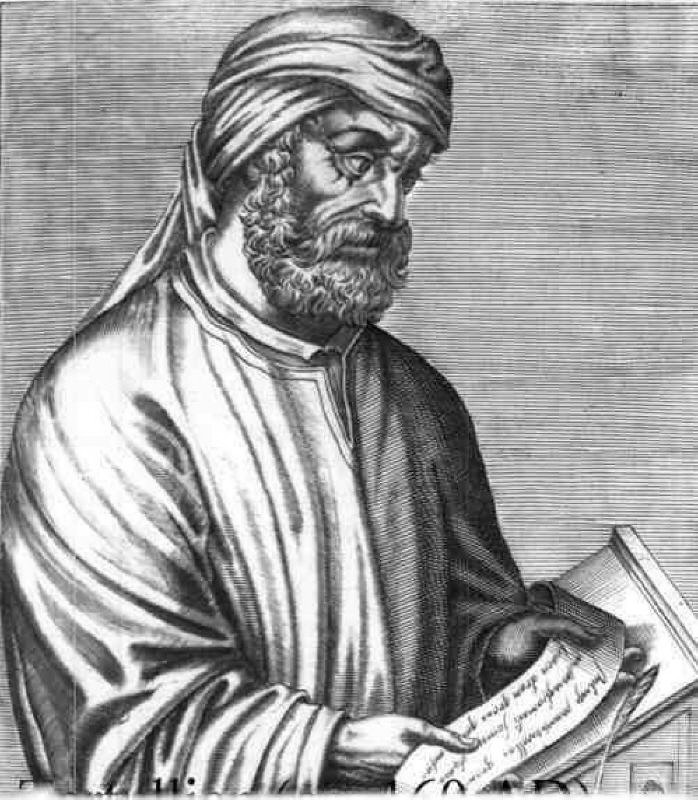
Tertulliano

- Tertulliano, scrittore e apologista cristiano romano